# Rugopertha sericeomicans
Rugopertha sericeomicans är en skalbaggsart som beskrevs av Anton Franz Nonfried 1891. Rugopertha sericeomicans ingår i släktet Rugopertha och familjen Rutelidae. Inga underarter finns listade i Catalogue of Life.